# إليزابيث غرينفيلد
إليزابيث غرينفيلد (بالإنجليزية: Elizabeth Greenfield)‏ هي مغنية ومُدرسة أمريكية، ولدت في 1824 في ناتشيز في الولايات المتحدة، وتوفيت في 31 مارس 1876 في فيلادلفيا في الولايات المتحدة.

## وصلات خارجية
- إليزابيث غرينفيلد على موقع الموسوعة البريطانية (الإنجليزية)
- إليزابيث غرينفيلد على موقع ميوزك برينز (الإنجليزية)